# Lucasinova
Lucasinova is een geslacht van rechtvleugeligen uit de familie van de sabelsprinkhanen (Tettigoniidae). De wetenschappelijke naam van dit geslacht is voor het eerst voorgesteld door Joan Barat in een publicatie uit 2012.

## Soorten
Het geslacht Lucasinova  is monotypisch en omvat slechts de volgende soort:
- Lucasinova nigromarginata (Lucas, 1847)